# Ángel Martín Municio
Ángel Martín Municio (Haro, La Rioja, 30 de novembre de 1923 - Madrid, 23 de novembre de 2002) va ser un científic espanyol.

## Biografia
Llicenciat en ciències químiques per la Universitat de Salamanca i en farmàcia per la Universitat de Santiago de Compostel·la, es va doctorar en ciències i en farmàcia per la Universitat de Madrid (actualment Universitat Complutense de Madrid). Va ser professor adjunt de química orgànica en la facultat de ciències de la Universitat de Madrid (1948-1951) i, més tard, col·laborador i investigador del CSIC i cap de la secció de bioquímica de l'Institut de Química (1951-1967). Va fer estudis en diverses universitats i institucions estrangeres, com la Rijks Universiteit d'Utrecht (1951-1954) o la Medical Research Council de Cambridge (1969).
Catedràtic de bioquímica i biologia molecular de la Universitat Complutense de Madrid (1967-1989), va ser el primer membre espanyol de l'Organització Europea de Biologia Molecular des de 1969 i va representar Espanya en la Conferència Europea de Biologia Molecular (1962-1990) i en va ser el seu vicepresident des de 1982 fins a 1990. Va ser vicepresident de l'European Language Resources Association (1996) i membre de diversos patronats. President de la Reial Acadèmia de Ciències Exactes, Físiques i Naturals. Membre de la Reial Acadèmia Espanyola, va ocupar la butaca "o". Enva ser vicedirector des de 1992 fins a 1999, any en què va ser succeït per Gregorio Salvador Caja, de les Acadèmies Europea d'Arts, Ciències i Humanitats (1992) i Scientiarum et Artium Europaea (1997); acadèmic corresponent de les acadèmies de ciències físiques, matemàtiques i naturals de Veneçuela (1993), de ciències de Colòmbia (1994) i de Ciències de Rússia (1996); membre honorari de les acadèmies de ciències de la República Dominicana (1994) i de la Llengua Espanyola de Colòmbia (1997), i membre d'honor de la Interamerican Medical and Health Association (1993). Va dirigir diverses tesis doctorals i és autor de nombroses publicacions científiques i llibres de l'especialitat.

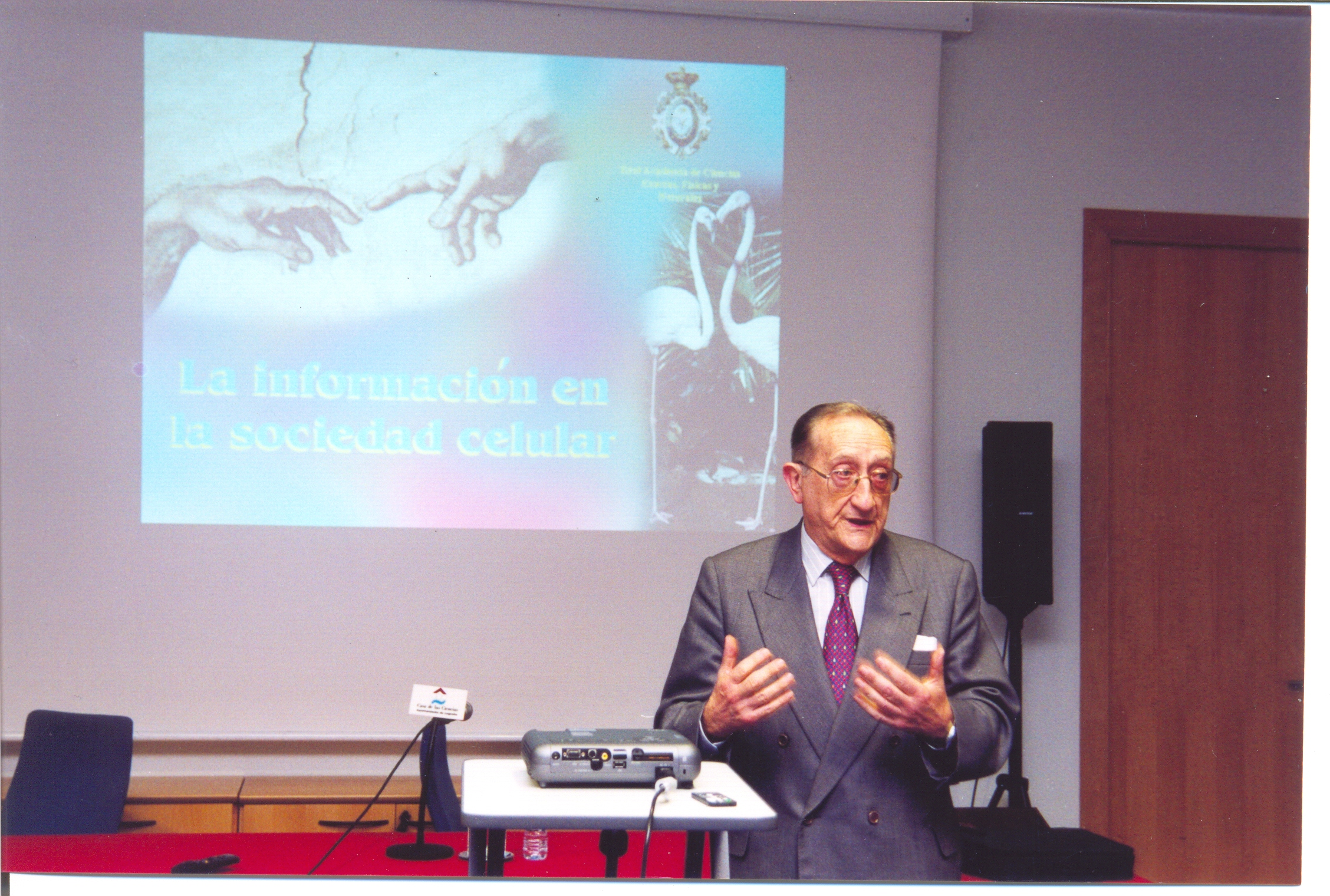
D. Ángel Martín Municio

Va estar en possessió de la Medalla al Mèrit Investigador de la Reial Societat Espanyola de Física i Química, Creu d'Alfons X el Savi, Gran Creu del Mèrit Militar, Medalla d'Or de La Rioja, Medalla d'Honor al Foment de la Invenció, Medalla de la Universitat Complutense i Medalla al Mèrit del Govern de Colòmbia. Des del 18 de febrer de 2010 té dedicada una plaça.

## Obres en castellà
- Martín Municio, Ángel. Interacciones moleculares. Proyección biológica.  Fundación Juan March, 1974. ISBN 978-84-400-7177-4.
- —. La investigación en la gran industria: el contexto europeo.  Delegacion Española de la Academia Europea de Ciencias, 2003. ISBN 978-84-607-9584-1.
- —. Naturaleza, ciencia y cultura.  Fundación Antonio de Nebrija, 1999. ISBN 978-84-88957-27-6.
- —. Torres Quevedo y su época.  Amigos de la Cultura Científica, 1991. ISBN 978-84-87635-04-5.
- —. El valor económico de la lengua española.  Espasa-Calpe, 2003. ISBN 978-84-670-1035-0.
- Martín Municio, Ángel; Colino Martínez, Antonio. Diccionario español de la energía.  Ediciones Doce Calles, 2004. ISBN 978-84-9744-025-7.
- Martín Municio, Ángel; García Barreno, Pedro. Polimorfismo génico (HLA) en poblaciones hispanoamericanas.  Real Academia de Ciencias Exactas, Físicas y Naturales, 1996. ISBN 978-84-87125-33-1.
- Cowgill, Robert W.; Pardee, Arthur B.; Martín Municio, Ángel (tr.). Técnicas de investigación bioquímica.  Pearson Alhambra, 1964. ISBN 978-84-205-0028-7.
- Martín Municio, Ángel. Real Academia de Ciencias Exactas, Físicas y Naturales. Discurso Inaugural del año académico 1980-1981 (en español). Depósito Legal: M. 36.660-1980.